# Blauer Seewolf
Der Blaue Seewolf (Anarhichas denticulatus) ist ein Meeresfisch aus der Familie der Seewölfe. Er wird 1,40 bis 1,80 Meter lang und kommt im nördlichen Atlantik entlang der Küste Norwegens, in der Barentssee, bei den Färöer, vor Island, an der Küste des südlichen Grönland und im westlichen Atlantik von Labrador bis an die Küste Neufundlands vor.

## Merkmale
Die Fische haben einen langgestreckten Körper und sind blauschwarz gefärbt. Auf der Seite zeigen sich einige blasse Flecken.

## Lebensweise
Der Blaue Seewolf lebt auf Weichböden, in Tiefen von 60 bis 900 Metern. Er ernährt sich vor allem von Wirbellosen, wie Quallen, Muscheln, Seeigeln und Krebsen, aber auch von Fischen. Er bevorzugt weniger hartschalige Nahrung als seine Verwandten.

## Nutzung
Da das Fleisch des Blauen Seewolfs wässrig ist, ist er von geringer wirtschaftlicher Bedeutung; in Russland wird der Blaue Seewolf in der Barentssee mit Langleinen gefangen.